# Bistum Cuernavaca
Das Bistum Cuernavaca (lateinisch Dioecesis Cuernavacensis, spanisch Diócesis de Cuernavaca) ist eine in Mexiko gelegene römisch-katholische Diözese mit Sitz in der ca. 70 km südlich von Mexiko-Stadt gelegenen Großstadt Cuernavaca.

## Geschichte

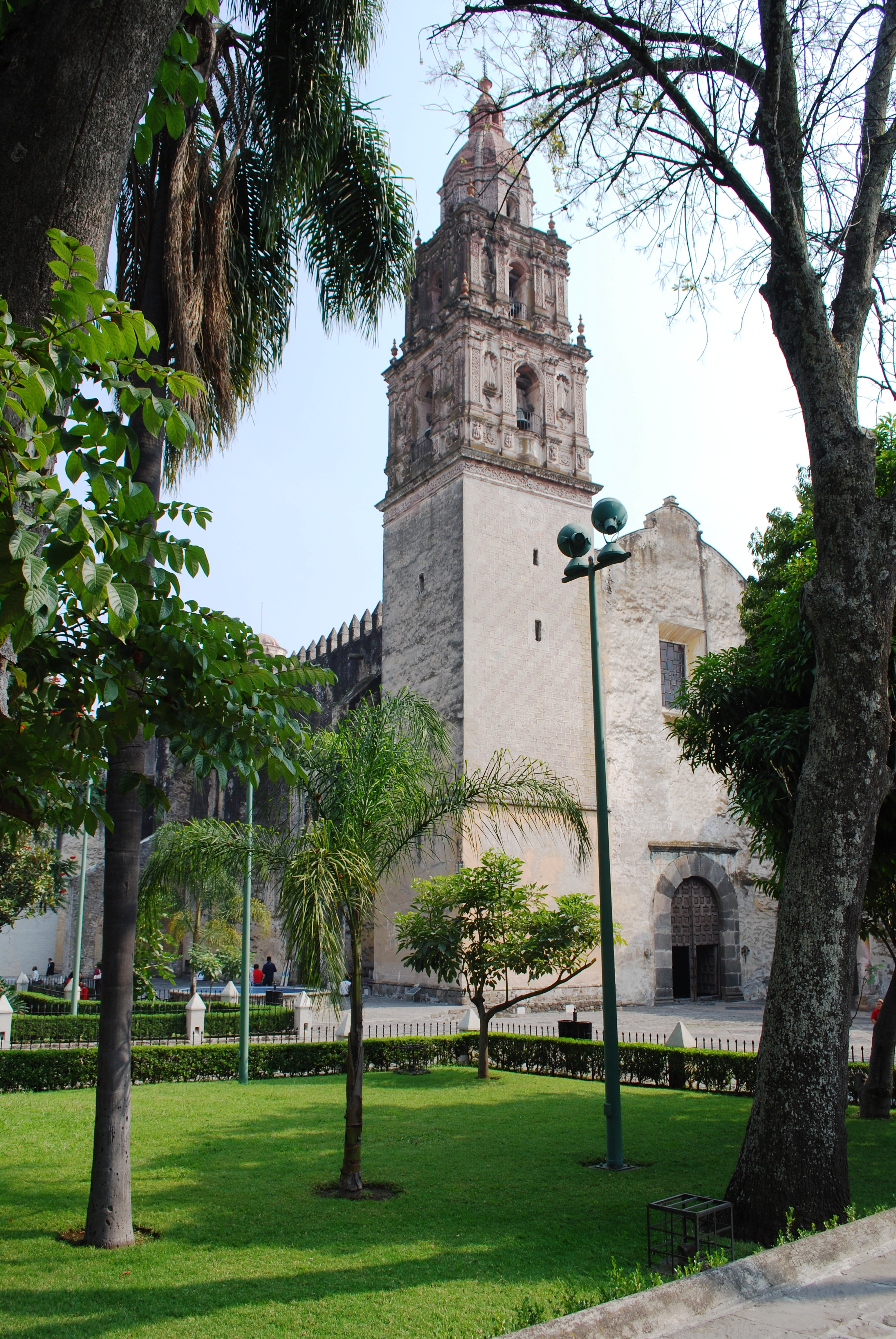
Catedral de la Asunción de María

Das Bistum Cuernavaca wurde am 23. Juni 1891 durch Papst Leo XIII. aus Gebietsabtretungen des Erzbistums Mexiko-Stadt errichtet und diesem als Suffraganbistum unterstellt.

## Bischöfe von Cuernavaca
- Fortino Hipólito Vera y Talonia, 1894–1898
- Francisco Plancarte y Navarrette, 1898–1911, dann Erzbischof von Linares o Nuevo León
- Manuel Fulcheri y Pietrasanta, 1912–1922, dann Bischof von Zamora
- Francisco Uranga y Sáenz, 1922–1930
- Francisco María González y Arias, 1931–1946
- Alfonso Espino y Silva, 1947–1951, dann Koadjutorerzbischof von Monterrey
- Sergio Méndez Arceo, 1952–1982
- Juan Jesús Posadas Ocampo, 1982–1987, dann Erzbischof von Guadalajara
- Luis Reynoso Cervantes, 1987–2000
- Florencio Olvera Ochoa, 2002–2009
- Alfonso Cortés Contreras, 2009–2012, dann Erzbischof von  León
- Ramón Castro Castro, seit 2013